# Tàu thăm dò Van Allen

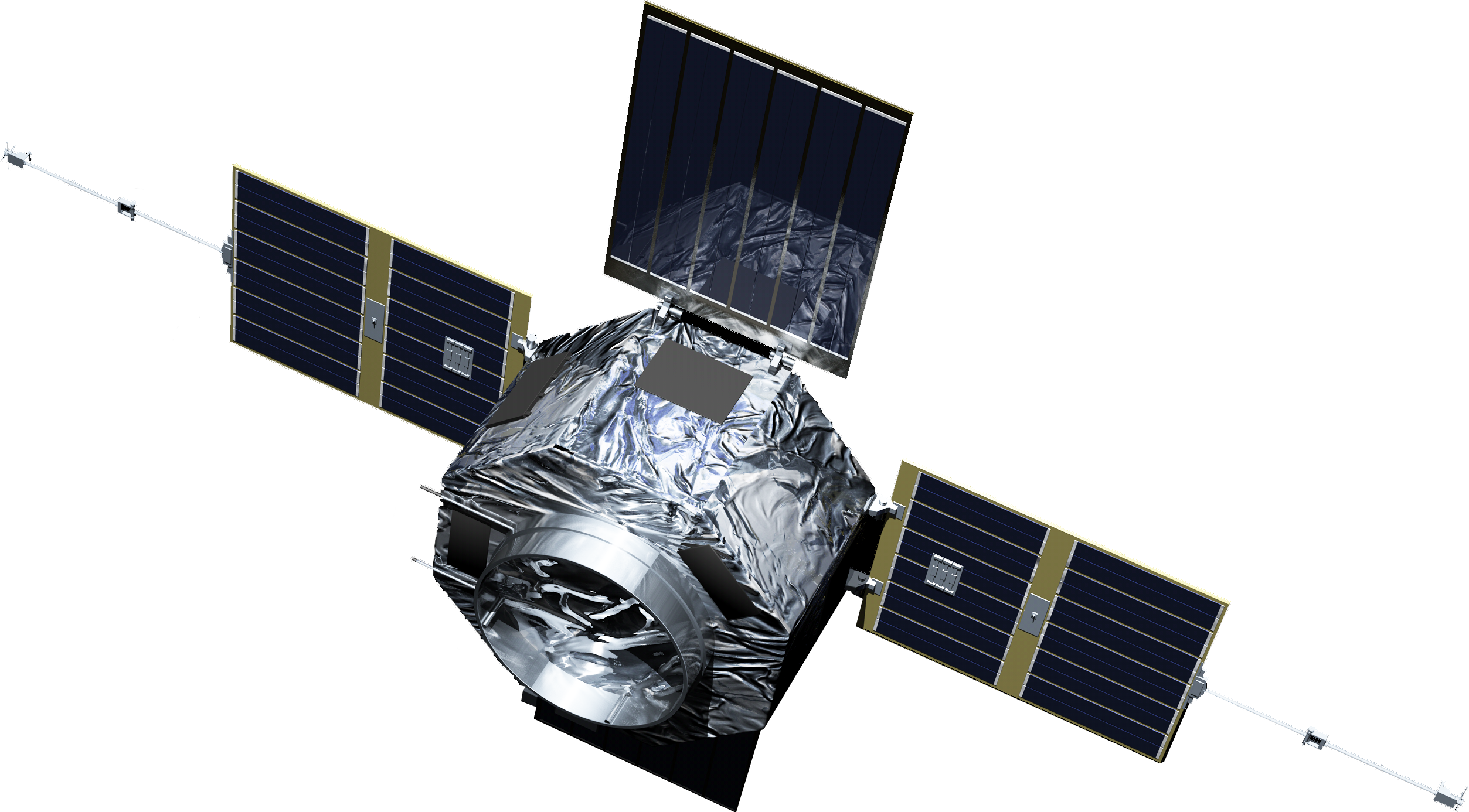
ㅤㅤㅤㅤㅤㅤ

Các tàu thăm dò Van Allen, trước đây gọi là Tàu thăm dò Belt Storm, là hai tàu vũ trụ robot đang được sử dụng để nghiên cứu vành đai bức xạ Van Allen bao quanh Trái đất. NASA đang thực hiện nhiệm vụ Van Allen Probes như một phần của chương trình Living With a Star. Hiểu biết về môi trường vành đai bức xạ và tính biến đổi của nó có những ứng dụng thực tế quan trọng trong các lĩnh vực hoạt động của tàu vũ trụ, thiết kế hệ thống tàu vũ trụ, lập kế hoạch nhiệm vụ và an toàn phi hành gia.  Các tàu thăm dò này đã được phóng lên vào ngày 30 tháng 8 năm 2012.

## Tổng quan
Trung tâm bay không gian Goddard của NASA quản lý chương trình Living with a Star (Sống chung với một ngôi sao) trong đó RBSP là một dự án, cùng với Đài thiên văn Động lực học Mặt trời (SDO). Phòng thí nghiệm Vật lý Ứng dụng chịu trách nhiệm triển khai tổng thể và quản lý công cụ cho RBSP. Nhiệm vụ chính dự kiến kéo dài 2 năm, dự kiến sẽ kéo dài trong 4 năm. Tàu vũ trụ cũng sẽ phối hợp chặt chẽ với Balloon Array for RBSP Relativistic Electron Losses (BARREL), có thể đo các hạt thoát ra khỏi vành đai và đưa nó vào khí quyển Trái đất.
Phòng thí nghiệm Vật lý Ứng dụng (APL) của Đại học Johns Hopkins quản lý các tàu này và đang xây dựng và vận hành các tàu thăm dò Van Allen cho NASA.